# Башкирский Урал
«Башкирский Урал» — комплексный биосферный заповедник. Располагается на западном макросклоне Южного Урала в Республике Башкортостан. 12 июля 2012 года биорезерват «Башкирский Урал» вошёл во Всемирную сеть биосферных резерватов ЮНЕСКО. В России это 41-й биорезерват.
В состав «Башкирского Урала» входят: государственный природный заповедник «Шульган-Таш», национальный парк «Башкирия», природный парк «Мурадымовское ущелье», природный зоологический заказник «Алтын-Солок» и зоологический заказник «Икский». Расположен на территории Кугарчинского, Мелеузовского, Ишимбайского, Бурзянского и Зилаирского районов общей площадью около 346 тысяч га. Территория делится на три зоны: ядро в 48 тыс. га, 13-14 %; буферная зона вокруг ядра свыше 90 тыс.га и переходная или зона сотрудничества в 207 тыс.га.

## Флора и фауна
На территории биорезервата зарегистрировано более 1800 видов растительных организмов, из которых высших сосудистых растений — 895, в том числе 34 эндемика и 30 реликтов; мохообразных — 237, лишайников — 302, грибов — 201, водорослей и цианобактерий — 202 вида. Из них 56 видов из Красной книги Башкортостана, из которых 12 видов также внесены в Красную книгу России.
Обитает более 2150 видов животных, из них беспозвоночных — 1800, рыб — 31, земноводных — 9, пресмыкающихся — 9, птиц — 237, млекопитающих — 71; в Красную книгу Республики Башкортостан занесено 84 вида, в Красную книгу Российской Федерации — 40, в Красные списки Европы и Бернской конвенции — 177 видов.
В биорезервате две ключевые орнитологические территории европейского значения — Бельско-Нугушское междуречье и река Урюк, где гнездятся редкие птицы.

## Туризм
В зоне ядра запрещена любая хозяйственная деятельность. В буферной зоне возможен экологический туризм, есть разрешение для хозяйственной деятельности. Переходная или зона сотрудничества позволяет развивать неистощительное природопользование, сельхозпользование, инфраструктуру туризма (дороги, отели).

## Логотип
11 декабря 2013 года на заседании Координационного совета по управлению биосферным резерватом утвержден логотип «Башкирского Урала» работы дизайнера, члена творческого объединения народно-художественных промыслов ООО «Юнона», Анастасии Бочкарёвой. Всего в конкурсе на лучший логотип, объявленном Минэкологии Республики Башкортостан 5 ноября 2013 года, приняли участие 30 человек и творческих коллективов.

## Маралы
В 2013 году в вольерном хозяйстве «Олений парк», расположенном в Ишимбайском районе, началось восстановление популяции маралов. Первая партия в 28 особей была завезена на территорию хозяйства в 2013 году. Животные успешно адаптировались к природным условиям и кормовой базе. Уже в июне 2014 года получен первый приплод — 8 маралят.